# روبرت درابر (صحفي)
روبرت درابر (بالإنجليزية: Robert Draper)‏ هو صحفي أمريكي، ولد في 15 نوفمبر 1959.